# NGC 2048
NGC 2048 est une nébuleuse en émission située dans la constellation de la Dorade. Elle a été découverte par l'astronome écossais James Dunlop en 1826.
Cette nébuleuse est une source radio source à spectre continu (Flat-Spectrum Radio Source).